# Get A Guitar
『Get A Guitar』（ゲット・ア・ギター）は、韓国のアイドルグループ・RIIZEの1stシングルアルバム。2023年9月4日にカカオエンターテインメントより発売された。

## 概要
本作は、SM新人ボーイズグループ・RIIZEのデビューシングル。メンバーたちがデビューを準備しながら過ごした時間をテーマにした、RIIZEの独自のジャンルである“エモーショナルポップ”の始まりを告げるシングルである。
プロローグシングル「Memories」、タイトル曲「Get A Guitar」の2曲を収録。
本アルバムと同名のタイトル曲「Get A Guitar」は、レトロなシンセサイザーとファンキーなギターのリズムが際立つ楽曲。「ギターの音に合わせて同じ場所に集まったメンバーたちが、音楽を通じて互いを理解し、共感して一つのチームになっていく過程を見せると同時に、輝かしい夢を広げていく」というメッセージが込められている。

## 発売形態

### 日韓
| 形態                 | 形態 | 規格品番  | 規格品番   |
| 形態                 | 形態 | 日本      | 韓国       |
| -------------------- | ---- | --------- | ---------- |
| Rise ver.            | CD   | AVC143230 | L700001353 |
| Realize ver.         | CD   | AVC143231 | L700001353 |
| JAPAN EXCLUSIVE Ver. | CD   | AVC143232 | N/A        |

### その他限定盤
- Amazon Exclusive Ver.[注 3]
- B&N Exclusive Ver.[注 4]
  - B&N Exclusive A Ver.
  - B&N Exclusive B Ver.
- Walmart Exclusive Ver.[注 5]
  - Walmart Exclusive Ver.
  - Walmart Exclusive Cover Ver.

## チャート成績
本作は、先行注文数が103万枚を超え、ハントチャートによると、発売後最初の1週間で101万6,849枚を記録。7月にデビューしたZEROBASEONEに続き、K-POPのデビューアルバムでミリオンセラーを記録した史上2組目のグループとなった。
サークルチャートのアルバムチャートでは週間2位を記録した。日本でもBillboard JapanのHot AlbumsやTop Albums Sales、オリコンの週間合算アルバムや週間アルバムでそれぞれ2位を記録した。
iTunesトップソングチャートで1位および世界20地域のトップ10にランクイン。また、MelOnトップ100を含め、発売1週間に最新ランキングで1位になり、中国QQ MUSICの急上昇ランキング1位で1位を獲得した。さらに、発売から1か月以上経っても、Apple Musicの韓国トップ100チャート1位、Bugs！リアルタイムチャート1位など各種音源サイトでトップを獲得している。
通常K-POP男性グループの楽曲は、一般の大衆リスナーよりもコアなファン層にリーチするため、音盤成績に比べ音源成績を伸ばしにくい。韓国最大の音源サイト「Melon」のトップ100チャートでは、男性グループは100位以内にランクインするだけで好成績だとも言え、BIGBANGやBTS等大衆人気の高いグループでない限りトップ30で名前を見ることはあまりない。
しかし「Get A Guitar」はリリース日97位でランクインすると、10月には20位台～15位までを安定的に推移しており、ユニークリスナー数は12万人を超えた。10月6日時点で21位につけており、男性グループではトップ。次に男性グループでランクインしているのがBTSの「Dynamite」（43位）であることからも、「Get A Guitar」が大衆人気を得ていることが分かる。

## 収録曲
1. Get A Guitar [2:40]
  - 作詞：Shin Na Ri / Bang Hye Hyun
  - 作曲：Peter Wallevik / Daniel Davidsen / Ben Samama / David Arkwright
  - 編曲：PhD
2. Memories [2:58]
  - 作詞：KENZIE
  - 作曲：KENZIE / Ronny Svendsen / Adrian Thesen / Anne Judith Stokke Wik / Bobii Lewis / Kyle Wong
  - 編曲：KENZIE / Ronny Svendsen / Pizzapunk

## Get A Guitar (English Ver.)
『Get A Guitar』（ゲット・ア・ギター）は、韓国のボーイズグループ・RIIZEのデジタルシングル。2023年11月9日にカカオエンターテインメントより発売された。

### 概要
本作は、RIIZEのデビュー曲「Get A Guitar」の英語バージョンが収録されている。なお、本シングルのタイトル名は、デビューシングルアルバムのタイトルと同名である。

### 収録曲
1. Get A Guitar (English Version) [2:40]
  - 作詞：Ben Samama / David Arkwright / Sam Carter
  - 作曲：Peter Wallevik / Daniel Davidsen / Ben Samama / David Arkwright
  - 編曲：PhD
2. Get A Guitar [2:40]

## iScreaM Vol.28: Get A Guitar Remixes
『iScreaM Vol.28 : Get A Guitar Remixes』は、韓国のボーイズグループ・RIIZEのデジタルシングル。2023年12月14日にカカオエンターテインメントより発売された。

### 概要
SMエンタテインメント傘下のEDMレーベル・ScreaM Recordsが展開するiScreaMプロジェクトの28作目となるシングル。本作は、デビュー曲『Get A Guitar』のリミックスバージョン等が収録されている。
踊りやすいパンクジャンルの音楽で有名なカナダ出身のプロデューサーデュオ・クローメオがリミキサーとして参加している。

### 収録曲
1. Get A Guitar (Chromeo Remix) [2:47]
  - 作詞：Shin Na Ri / Bang Hye Hyun
  - 作曲：Peter Wallevik / Daniel Davidsen / Ben Samama / David Arkwright
  - 編曲：Chromeo / Ryland Blackinton
2. Get A Guitar (English Version) (Chromeo Remix) [2:47]
  - 作詞：Ben Samama / David Arkwright / Sam Carter
  - 作曲：Peter Wallevik / Daniel Davidsen / Ben Samama / David Arkwright
  - 編曲：Chromeo / Ryland Blackinton
3. Get A Guitar [2:40]
4. Get A Guitar (English Version) [2:40]

## ミュージックビデオ
ミュージックビデオは、全編ロサンゼルスで撮影された。少年たちが次世代ポップスターになった姿を想像しながら踊る姿をコンセプトに制作され、ギターを弾くような振り付けやリズムに合わせて足を転がす振り付け、「ロックンロール」ジェスチャーや「ポマードヘア」をなぞらえるような振り付けがポイントとなっている。

## 関連動画
| 公開日         | タイトル                       | タイトル                 | リンク   |
| アルバム       | アルバム                       | アルバム                 | アルバム |
| -------------- | ------------------------------ | ------------------------ | -------- |
| 2023年8月25日  | 『Get A Guitar』               | Jacket Behind            | ▶        |
| 2023年9月7日   | 『Get A Guitar』               | UNBOXING                 | ▶        |
| 楽曲           |                                |                          |          |
| 2023年9月1日   | Get A Guitar                   | MV Teaser                | ▶        |
| 2023年9月4日   | Get A Guitar                   | MV                       | ▶        |
| 2023年9月13日  | Get A Guitar                   | MV (Performance Ver.)    | ▶        |
| 2023年9月7日   | Get A Guitar                   | Performance Video        | ▶︎        |
| 2023年9月9日   | Get A Guitar                   | MV Commentary            | ▶︎        |
| 2023年9月13日  | Get A Guitar                   | MV Behind                | ▶        |
| 2023年9月19日  | Get A Guitar                   | Dance Practice           | ▶        |
| 2023年10月16日 | Get A Guitar                   | Dance Lesson             | ▶        |
| 2023年10月13日 | Get A Guitar                   | Recording                | ▶        |
| 2024年3月22日  | Get A Guitar                   | THE FIRST TAKE           | ▶        |
| 2024年5月29日  | Get A Guitar                   | Stage Cam                | ▶        |
| 2023年11月9日  | Get A Guitar (English Version) | Lyric Video              | ▶        |
| 2023年12月13日 | Get A Guitar (Chromeo Remix)   | MV Teaser                | ▶        |
| 2023年12月14日 | Get A Guitar (Chromeo Remix)   | MV                       | ▶        |
| 2023年8月21日  | Memories                       | MV                       | ▶        |
| 2023年9月6日   | Memories                       | MV Behind                | ▶        |
| 2023年10月30日 | Memories                       | MV Reaction              | ▶︎        |
| 2023年9月7日   | Memories                       | Performance Video        | ▶︎        |
| 2023年9月16日  | Memories                       | Dance Practice           | ▶        |
| 2023年10月18日 | Memories                       | Recording / Dance Lesson | ▶        |

## リリース日程
| 地域                                                 | 日付                                | 規格                                | レーベル                            |
| 1stシングルアルバム『Get A Guitar』                  | 1stシングルアルバム『Get A Guitar』 | 1stシングルアルバム『Get A Guitar』 | 1stシングルアルバム『Get A Guitar』 |
| ---------------------------------------------------- | ----------------------------------- | ----------------------------------- | ----------------------------------- |
| 韓国                                                 | 2023年9月4日                        | CD                                  | SM／カカオ                          |
| 世界                                                 | 2023年9月4日                        | 配信                                | SM／カカオ                          |
| 日本                                                 | 2023年9月4日                        | 配信                                | avex trax                           |
| 日本                                                 | 2023年9月8日                        | CD                                  | avex trax                           |
| アメリカ                                             | 2023年9月8日                        | CD                                  | RCA Records                         |
| デジタルシングル『Get A Guitar』(英語バージョン収録) |                                     |                                     |                                     |
| 韓国                                                 | 2023年11月9日                       | 配信                                | SM／カカオ                          |
| 世界                                                 | 2023年11月9日                       | 配信                                | SM／カカオ                          |
| 『iScreaM Vol.28 : Get A Guitar Remixes』            |                                     |                                     |                                     |
| 韓国                                                 | 2023年12月14日                      | 配信                                | SM・ScreaM／カカオ                  |
| 世界                                                 | 2023年12月14日                      | 配信                                | SM・ScreaM／カカオ                  |